# Горизонт (газета, Казахстан)
Горизонт (каз. Өркен) — еженедельная общественно-политическая молодёжная газета на русском и казахском языках. Издавалась с января 1988 года по август 1992 года в Алма-Ате, объемом 3 условных печатных листа и тиражом до 100 тысяч экземпляров.